# Arquebisbat de Corint
L'arquebisbat de Corint (llatí: Archidioecesis Corinthiensis) és una seu titular de l'Església Catòlica a Grècia. Actualment es troba vacant.

## Història
Els orígens de l'arxidiòcesi de Corint es remunten a l'època de la predicació de sant Pau, que va visitar la ciutat i es va establir a la casa de la casa d'Àquila i Priscil·la, on Sila i Timoteu aviat es van unir a ell. Després de la seva partida, Apol·lo es va quedar a Corint, que el propi Priscil·lià havia cridat d'Efes. L'apòstol va tornar a visitar Corint i va escriure als corintis d'Efes el 57 i, a continuació, el mateix any (o segons altres fonts l'any següent), una segona carta de Macedònia. Aquestes són les dues cartes de l'epistolari paulí, que la tradició ha anomenat Primera i Segona carta als Corintis.
La famosa Primera Carta de Climent a l'església de Corint, escrita al voltant del 96, mostra la primera evidència històrica de la primacia de l'Església de Roma sobre les altres esglésies, base de la teologia catòlica de la primacia papal.
Aviat la seu de Corint es va convertir en la metròpoli de Grècia (província romana de l'Hèl·lade) amb moltes diòcesis sufragànies, reduïdes gradualment després de l'erecció de les seus metropolitanes de Patras i Atenes (segle ix). A la Notitia Episcopatuum atribuïda a emperador Lleó VI i datable a principis del segle x Corint apareix al 27è lloc entre la seu metropolitana del patriarcat de Constantinoble i se li atribueixen 7 diòcesis sufragànies: Damala, Argo, Monembasia, Cefalonia, Zante, Zemene (o Zemaina) i Maina. Igual que tots els centres episcopals de la prefectura d'Iliria, l'arxidiòcesi de Corint formava part del patriarcat de Roma fins a mitjans del segle viii; més tard es va sotmetre al patriarcat de Constantinoble.
De Sant'Apol·ló, Lequien (II, 155) esmenta una llarga sèrie de bisbes, abans i després del 1054: entre ells recordem sant Sosté, deixeble de Sant Pau; sant Dionisi; Pau, germà de sant Pere, bisbe d'Argo al segle x; sant Anastasi en el mateix segle; Jordi (o Gregori), un comentarista dels himnes litúrgics.
Durant la Quarta Croada (1204) també a Corint com en moltes altres diòcesis gregues va ser erigida una arxidiòcesi de ritu llatí, que es va convertir en el segle XVI en seu titular, tot i que els venecians van mantenir el control de la ciutat fins al 1715.
Avui, Corint és una seu arxiepiscopal titular de l'Església catòlica; la seu estat vacant des del 17 de novembre de 2005.

## Cronologia episcopal

### Arquebisbes grecs
- Apollo †
- Sostene †
- Apollonio † (primera meitat del segle ii)
- Primo † (en temps de papa Anicet)
- San Dionisio I † (en temps de papa Soter)
- Bacchillo † (en temps de papa Víctor I)
- Esiodo †
- Epicteto † (en temps d'Atanasi de Alexandria)
- Dionisio II † (en temps de papa Juli I)
- Doroteo † (citat el 381)
- Alessandro † (vers 403/407)
- Perigene † (418 - després del 431)
- Erasistrato † (abans del 446 - després del 449)
- Pietro † (abans del 451 - després del 458)
- Fozio † (citat el 536)
- Anastasio † (abans del 591 - 595 deposat)
- Giovanni I † (595 - ?)
- Stefano † (abans del 680 - 692)
- Ilario † (citat el 869)
- Giovanni II † (citat el 879)
- Paolo † (en temps del patriarca Nicola I Mistico)
- Anònim † (? - abans del 946)
- Atanasio † (? - 957 mort)
- Nicodemo l'Agiorita † (citat el 1024)
- Sergio † (citat el 1027)

### Arquebisbes llatins
- Gualtiero † (abans de maig de 1212 - després del 1215)
- Anònim † (menzionato a de juny de 1224)
- Anònim † (1228 - ?)
- Anònim † (30 de març de 1237 - ?)[5][6]
- Trasmundo † (1253 - 1267 nomenat arquebisbe de Monreale)
- Pietro de Confluenzia, Orde dels Predicadors † (de febrer de 1268 - 5 d'abril de 1278 nomenat arquebisbe de Cosenza)
- Guillem de Moerbeke, O.P. † (9 d'abril de 1278 - ? mort)
- Roberto † (26 d'octubre de 1286 - ?)
- Matteo de Osenio, O.P. † (vers 1294 - ?)
- Ludovico † (vers 1300 - ? mort)
  - Giovanni de Spoleto † (18 de gener de 1306 - 5 de juny de 1307 renuncià) (administrador apostòlic)
- Giacomo I † (5 de juny de 1307 - ?)
- Bartolomeo † (vers 1312 - ?)
- Anònim † (citat el 1318)
- Giacomo II † (vers 1340 - 7 de gener de 1349 nomenat arquebisbe de Tàrent)
- Francesco de Massa, O.F.M. † (29 de març de 1349 - ? mort)
- Paolo † (15 de març de 1363 - vers 1379 nomenat patriarca de Costantinoble)
- Matteo † (19 de setembre de 1386 - ?)
- Stefano, O.F.M. † (8 de juliol de 1390 - 15 de març de 1395 nomenat bisbe d'Acerenza)
- Pietro Giovanni, O.F.M. † (26 d'abril de 1395 - 12 de gener de 1396 nomenat bisbe de Zante i Cefalonia)
- Biagio, O.E.S.A. † (12 de gener de 1396 - ?)
- Giovanni † (citat el 25 de juny de 1407)
- Antonio † (? mort)
- Pietro Rainaldi, O.P. † (14 de febrer de 1421 - ?)
- Malachia † (? - vers 1460 mort)
- Marco Antonio Saraco † (31 de juliol de 1476 - ?)

### Arquebisbes titulars
- R. † (? mort)
- Giulio de Blanchis † (vers 1512 - ?)
- Juan de Sepúlveda † (vers 1517 - ?)
- Gonzalo † (? - 1531 mort)
- Germano Bendini † (29 de juny de 1560 - 1574 mort)
- Domenico Marcotti, O.P. † (3 d'agost de 1575 - ?)
- Alfonso Paleotti † (13 de febrer de 1591 - 23 de juliol de 1597 nomenat arquebisbe de Bolonya)
- Guillaume Simonin † (17 de setembre de 1603 - ?)
- Dominique de Vic † (27 de gener de 1625 - 29 d'octubre de 1629 nomenat arquebisbe d'Auch)
- Dominique Séguier † (10 de novembre de 1631 - 7 de juny de 1732 nomenat bisbe d'Auxerre)
- Jean-François Paul de Gondi † (5 d'octubre de 1643 - 21 de març de 1654 nomenat arquebisbe de París)
  - Thomas de Loche † (31 de maig de 1655 - 1655 mort) (arquebisbe electe)
- Carlo Bonelli † (16 d'octubre de 1656 - 14 de gener de 1664 nomenat cardenal prevere de Sant'Anastasia)
- Giacomo Filippo Nini † (28 d'abril de 1664 - 15 de febrer de 1666 nomenat cardenal prevere de Santa Maria della Pace)
- Stefano Ugolini † (29 de març de 1666 - 18 d'abril de 1667 nomenat patriarca titular de Costantinoble)
- Galeazzo Marescotti † (27 de febrer de 1668 - 27 de maig de 1675 nomenat cardenal prevere de San Bernardo alle Terme Diocleziane)
- Francesco Martelli † (9 de setembre de 1675 - 21 de juliol de 1698 nomenat patriarca titular de Jerusalem)
- Leonardo Balsarini † (19 de desembre de 1698 - 1699 mort)
- Angelo Maria Carlini, O.P. † (11 de desembre de 1702 - ? mort)
- Mondilio Orsini, C.O. † (26 de juny de 1724 - 20 de novembre de 1724 nomenat arquebisbe, a títol personal, de Melfi i Rapolla)
- Giuseppe Spinelli † (5 de setembre de 1725 - 15 de desembre de 1734 nomenat arquebisbe de Nàpols)
- Giovanni Francesco Stoppani † (14 de març de 1735 - 26 de novembre de 1753 nomenat cardenal bisbe de Palestrina)
- Antonio Biglia † (22 de juliol de 1754 - 29 de novembre de 1755 mort)
- Francesco Mattei † (28 de març de 1757 - 13 de març de 1758 nomenat patriarca titular d'Alexandria)
- Henry Benedict Stuart † (2 d'octubre de 1758 - 13 de juliol de 1761 nomenat cardenal bisbe de Frascati)
- Marcantonio Colonna † (19 d'abril de 1762 - 20 de setembre de 1784 nomenat cardenal bisbe de Palestrina)
- Ippolito Antonio Vincenti Mareri † (11 d'abril de 1785 - 21 de febrer de 1794 nomenat cardenal prevere de Santi Nereo e Achilleo)
- Giuseppe Maria Spina † (10 de juny de 1798 - 24 de maig de 1802 nomenat arquebisbe de Gènova)
- Dionisio Ridolfini Conestabile † (9 d'agost de 1802 - 26 de setembre de 1803 nomenat arquebisbe, a títol personal, de Viterbo i Tuscania)
- Giovanni Fraschina, O.F.M.Cap. † (26 de març de 1804 - 27 de març de 1837 mort)
- Giuseppe Angelini † (21 de desembre de 1868 - 8 de gener de 1876 mort)
- Cesare Sambucetti † (1 d'abril de 1882 - 12 d'abril de 1911 mort)
- Pio Armando Pietro Sabadel, O.F.M.Cap. † (27 de novembre de 1911 - 4 de maig de 1914 mort)
- Bonaventura Cerretti † (10 de maig de 1914 - 14 de desembre de 1925 nomenat cardenal prevere de Santa Cecilia)
- Louis Petit, A.A. † (24 de juny de 1926 - 5 de novembre de 1927 mort)
- Ettore Felici † (6 de novembre de 1927 - 9 de maig de 1951 mort)
- Gennaro Verolino † (5 de setembre de 1951 - 17 de novembre de 2005 mort)

## Note
1. ↑  Ac 18:1
2. ↑  A la consulta volguda per l'emperador Lleó I el 458 després dels greus fets d'Alexandria que acabaren amb l'assassinat del patriarca Proteri, a la seu de Corint s'indiquen 21 diòcesis sufragànies. Louis Duchesne, Les anciens évêchés de la Grèce, in Mélanges d'archéologie et d'histoire, tomo 15 (1895), p. 377.
3. ↑  Heinrich Gelzer, Ungedruckte und ungenügend veröffentlichte Texte der Notitiae episcopatuum, in: Abhandlungen der philosophisch-historische classe der Bayerische Akademie der Wissenschaften, 1901, p. 550, nº 30.
4. ↑  Heinrich Gelzer, op. cit., p. 556, nnº 472-479.
5. ↑  Era anteriorment bisbe d'Argo.
6. ↑  En diverses ocasions s'ha fet menció d'un arquebisbe de Corint a les cartes dels papes Honori III (1216-1227), Gregori IX (1227-1241) i Innocenci IV (1243-1254).